# Christopher Voss
Christopher Voss   (Mount Pleasant, 28 de novembre de 1957) és un home de negocis, autor i acadèmic nord-americà. Voss és un antic negociador d'ostatges de l'FBI, el CEO de The Black Swan Group Ltd, una empresa registrada a East Grinstead, Anglaterra, i coautor del llibre Never Split the Difference. És professor adjunt a la Harvard Law School, a la McDonough School of Business de la Universitat de Georgetown i a la Marshall School of Business de la Universitat del Sud de Califòrnia.

## Biografia
Voss va néixer a Mt. Pleasant, Iowa. Va obtenir una llicenciatura en ciències per la Universitat Estatal d'Iowa i un màster en administració pública per la John F. Kennedy School of Government.

## Carrera
Voss va ser membre del grup de treball conjunt de terrorisme de la ciutat de Nova York de 1986 a 2000. Va estar involucrat en el seguiment de la trama històrica de la bomba de la ciutat de Nova York després de passar tres anys investigant l'atemptat del 1993 al World Trade Center, un dels 500 agents que van participar en la tasca. Va ser el "coagent del cas" durant la investigació de l'explosió del vol 800 de la TWA de 1996.
El 1992, va rebre formació en negociació d'ostatges a l'Acadèmia de l'FBI. Va passar 24 anys treballant a la Unitat de Negociació de Crisi de l'FBI i va ser el principal negociador internacional d'ostatges i segrestos de l'FBI des del 2003 al 2007.
El 2006, va ser el principal negociador del cas Jill Carroll a l'Iraq, així com del cas Steve Centanni a la Franja de Gaza. Voss va supervisar casos addicionals d'ostatges a les Filipines, Colòmbia i Haití.
Després de treballar en més de 150 casos internacionals d'ostatges, es va retirar de l'FBI el 2007 i va fundar The Black Swan Group. El Black Swan Group serveix com a consultor i formador tant per a empreses com per a particulars en habilitats de negociació. Es va convertir en professor adjunt a la McDonough School of Business de la Universitat de Georgetown i professor a la Marshall School of Business de la USC.
El 2016, Voss va ser coautor del llibre Never Split the Difference: Negotiating As If Your Life Depended On It, amb el periodista Tahl Raz.
Voss va rebre el Premi del Fiscal General a l'Excel·lència en l'aplicació de la llei, així com el Premi de l'Associació d'Agents de l'FBI per un servei distingit i exemplar.
Voss és un comentarista habitual de CNBC, CNN, MSNBC i Fox News, i NPR. També ha aparegut a Forbes, The New York Times,Variety i Time.
El 2019, va crear i narrar una MasterClass, The Art of Negotiation.

## Llibres
- Never Split the Difference: Negotiating As If Your Life Depended On It[23]